# Port lotniczy Mananara Nord
Port lotniczy Mananara Nord (IATA: WMR kod lotniska ICAO: FMNC) – port lotniczy położony w Mananara Avaratra, w prowincji Prowincji Toamasina, w Madagaskarze.